# 10-й Одеський міжнародний кінофестиваль

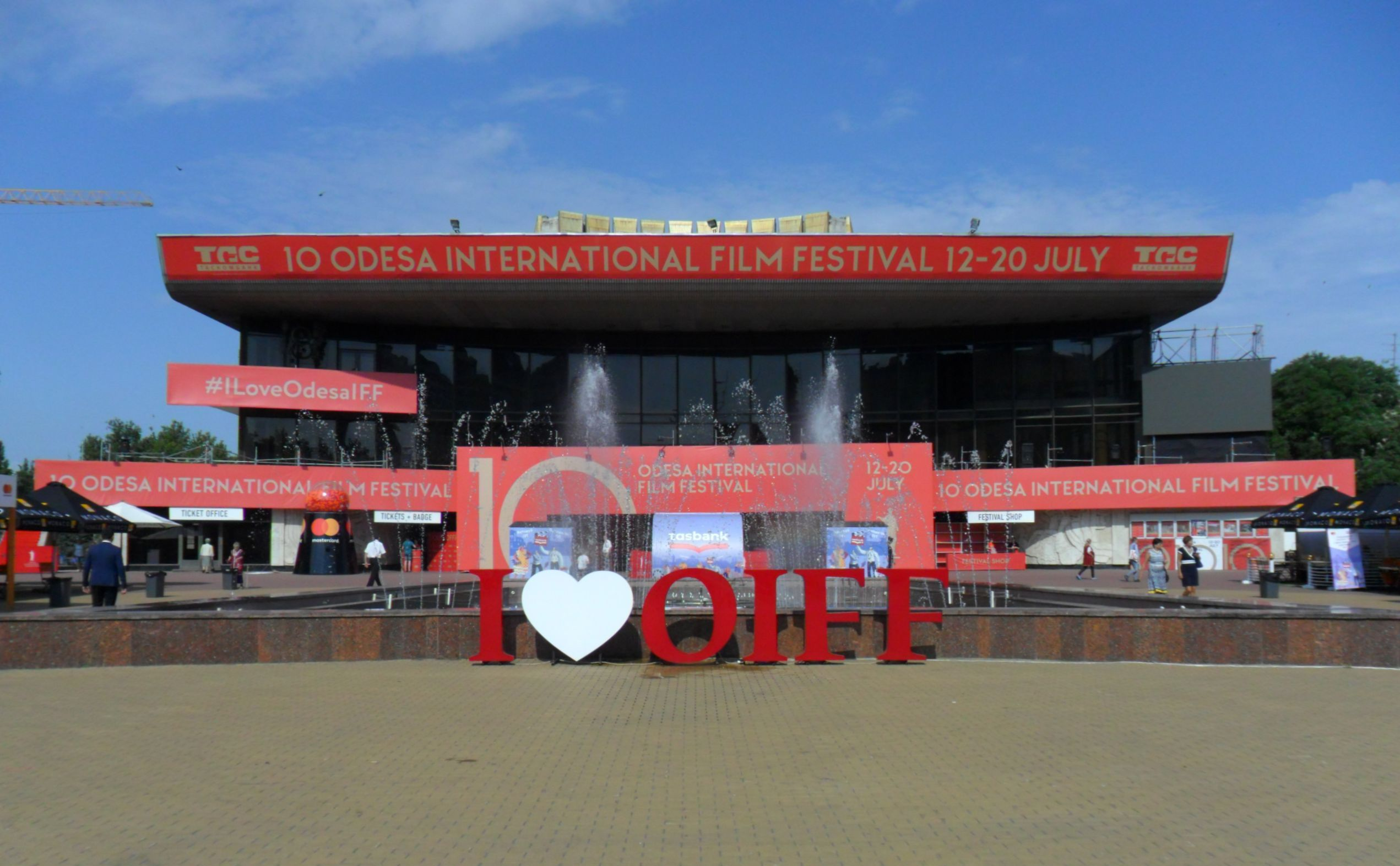
Фестивальний палац під час 10-го ОМКФ, 2019

10-й Одеський міжнародний кінофестиваль пройде з 12 по 20 липня 2019 року в Одесі, Україна. Фільмом відкриття кінофестивалю стала французька стрічка «Прекрасна епоха» режисера Ніколя Бедоса. Спеціальною гостею фестивалю стала французька акторка Катрін Денев, яка отримала почесну нагороду ОМКФ — «Золотого Дюка» за внесок у кіномистецтво.
Гран-прі фестивалю за результатами голосування глядачів отримали одразу два фільми через мінімальний розрив у голосуванні: грузинська стрічка Левана Акіна «А потім ми танцювали» та українська драма Нарімана Алієва «Додому».

## Перебіг фестивалю
12 грудня 2018 року організатори Одеського міжнародного кінофестивалю оголосили, що з 2019 року фестиваль запроваджує нову номінацію — «Приз глядацьких симпатій» Національного конкурсу, нагорода за перемогу в якій складатиме 60 000 грн. Фільм-переможець у цій номінації визначатиметься глядачами кінофестивалю, які виставляють оцінки фільмам-учасникам Національної конкурсної програми за шкалою від 1 до 5 відразу після закінчення показу кожної з картин.
18 грудня 2018 року 10-й Одеський міжнародний кінофестиваль оголосив про початок відбору фільмів у конкурсні програми, який тривав до 12 квітня 2019.
26 березня 2019 року 10-й Одеський міжнародний кінофестиваль презентував офіційний імідж, концептуальний стиль якого цьогоріч розробляла студія графічного дизайну 111room, а основою стали роботи одеського фотографа Оксани Канівець.
2 квітня 2019 року ОМКФ оголосив про відкриття прийому заявок у програму EastSeries — платформи для презентації найкращих проектів телесеріалів з Центральної та Східної Європи шляхом участі у публічному пітчингу. Заявки приймаються до 27 травня 2019
2 травня 2019 було оголошено, що спеціальною гостею фестивалю стане американська акторка, режисерка та співачка Роуз Макгоуен.
23 травня 2019 Одеський МКФ оголосив, що британському письменникові і режисерові Майку Лі буде вручено премію «Золотий Дюк» за внесок у кіномистецтво.
10 червня 2019 було оголошено, що спеціальною гостею фестивалю стане французька акторка Катрін Денев, яка отримає почесну нагороду ОМКФ — «Золотого Дюка» за внесок у кіномистецтво. Окрім того, в межах Одеського МКФ акторка особисто представить міні-ретроспективу фільмів, найзнаковіших для своєї акторської кар'єри, а також проведе майстер-клас.
На пресконференції 10-го Одеського міжнародного кінофестивалю, що відбулася 18 червня 2019 у Києві (кінотеатр «Оскар») та 19 червня в Одесі (готель «Лондонська») оголосили Міжнародну конкурсну програму, до якої селекційна комісія відібрала 12 повнометражних фільмів з 18 країн (враховуючи країни копродукції). Вони змагатимуться за Гран-прі ОМКФ — «Золотого Дюка» — та інші нагороди Міжнародного конкурсу.
21 червня ОСКФ назвав учасників Національних конкурсних програм повнометражних та короткометражних фільмів. До Національного конкурсу повного метру ввійшли чотири українські фільми, до Національного конкурсу короткого метру – десять стрічок. Цього ж дня було оголошено програму Конкурсу європейських документальних фільмів, у якому візьмуть участь 8 стрічок з 11 країн світу.

## Журі

### Міжнародний конкурс
До складу журі Міжнародного конкурсу увійшли:
| Ім'я та прізвище | Ім'я та прізвище  | Професія                           | Країна   |
| ---------------- | ----------------- | ---------------------------------- | -------- |
|                  | Петер Бросенс     | Голова журі, режисер               | Бельгія  |
|                  | Іванна Сахно      | акторка                            | Україна  |
|                  | Карел Ох          | директор МКФ у Карлових Варах      | Чехія    |
|                  | Баррі Ворд        | актор                              | Ірландія |
|                  | Нана Еквтімішвілі | режисерка, продюсерка, письменниця | Грузія   |

### Національний конкурс
До складу журі Національного конкурсу (повнометражного і короткометражного) увійшли:
| Ім'я та прізвище | Ім'я та прізвище  | Професія           | Країна  |
| ---------------- | ----------------- | ------------------ | ------- |
|                  | Ніколас Елліот    | журналіст          | США     |
|                  | Йоанна Кос-Краузе | режисерка          | Польща  |
|                  | Манія Акбарі      | режисерка, акторка | Іран    |
|                  | Іванна Дядюра     | продюсерка         | Україна |

### Конкурс європейських документальних фільмів
До складу журі Європейського документального конкурсу увійшли:
| Ім'я та прізвище | Ім'я та прізвище | Професія                                            | Країна  |
| ---------------- | ---------------- | --------------------------------------------------- | ------- |
|                  | Білл Гуттентаг   | режисер, сценарист, продюсер                        | США     |
|                  | Соня Кронлунд    | режисерка, радіоведуча, продюсерка                  | Франція |
|                  | Дар'я Бассель    | програмна координаторка Docudays UA, кінопродюсерка | Україна |

### Журі ФІПРЕССІ
До складу журі Міжнародної федерації кінопреси (ФІПРЕССІ) увійшли:
| Ім'я та прізвище | Ім'я та прізвище   | Професія   | Країна  |
| ---------------- | ------------------ | ---------- | ------- |
|                  | Дмитро Десятерик   | кінокритик | Україна |
|                  | Джованні Вімеркаті | кінокритик | Італія  |
|                  | Ванда Бенджеллул   | кінокритик | Швеція  |

## Конкурсна програма
| Лауреат Гран-прі «Золотий Дюк» виділений окремим кольором. |

| Найкращий фільм виділений окремим кольором. |

### Міжнародний конкурс
Фільми, відібрані до Міжнародного конкурсу:
| Українська назва           | Оригінальна назва         | Режисер(и)                   | Країна виробництва                                   |
| -------------------------- | ------------------------- | ---------------------------- | ---------------------------------------------------- |
| А потім ми танцювали       | And Then We Danced        | Леван Акін                   | Грузія                                               |
| Додому                     | Evge                      | Нарісан Алієв                | Україна                                              |
| Монос                      | Monos                     | Алехандро Ландес             | Колумбія Аргентина Нідерланди Німеччина Данія Швеція |
| Королева сердець           | Dronningen                | Май Ель-Тухі                 | Швеція Данія                                         |
| Тут був Саша               | Čia Buvo Saša             | Ернестас Янкаускас           | Литва                                                |
| Тель-Авів у вогні          | Tel Aviv On Fire          | Самех Зоабі                  | Ізраїль                                              |
| Чоловік, який купив Місяць | L'uomo che comprò la luna | Паоло Дзукка                 | Італія                                               |
| Сувенір                    | The Souvenir              | Джоанна Гоґґ                 | США Велика Британія                                  |
| Шлях згоди                 | He Qun lu                 | Луо Ханьсін                  | КНР                                                  |
| Сиротинець                 | Parwareshgah              | Шахрбану Садат               | Афганістан                                           |
| На посту!                  | Au Poste                  | Кантен Дюпйо                 | Франція                                              |
| Ініціали С.Ґ.              | Initials S.G              | Ранія Аттьє та Даніел Ґарсія | Аргентина Ліван США                                  |

### Національний повнометражний конкурс
Фільми, відібрані до Національного повнометражного конкурсу:
| Українська назва  | Режисер(и)    | Країна виробництва | Тип  |
| ----------------- | ------------- | ------------------ | ---- |
| U311 «Черкаси»    | Тимур Ященко  | Україна Польща     | худ. |
| Мої думки тихі    | Антоніо Лукіч | Україна            | худ. |
| Тато — мамин брат | Вадим Ільков  | Україна            | док. |
| Панорама          | Юрій Шилов    | Україна Польща     | док. |
| Східняк           | Андрій Іванюк | Україна            | худ. |

### Національний короткометражний конкурс
Фільми, відібрані до Національного короткометражного конкурсу:
| Українська назва            | Режисер(и)                         | Країна виробництва |
| --------------------------- | ---------------------------------- | ------------------ |
| Int.Kitchen.Night           | Аркадій Непиталюк                  | Україна            |
| Дорослий                    | Жанна Озірна                       | Україна            |
| Знебарвлена                 | Марина Степанська                  | Україна            |
| Мала                        | Дар'я Турецька                     | Україна            |
| Поки не стане чорним        | Анастасія Фалілеєва                | Україна            |
| Різдвяні історії            | Валерія Сочивець, Філіп Сотніченко | Україна            |
| Секрет, Дівчинка та Хлопчик | Оксана Казьміна                    | Україна            |
| Солітюд                     | Єлизавета Сміт                     | Україна            |
| У нашій синагозі            | Іван Орленко                       | Україна            |
| Факт (-ура!) змін           | Марина Нікольчева                  | Україна            |

### Конкурс європейських документальних фільмів
Фільми, відібрані до конкурсу європейських документальних фільмів:
| Українська назва                        | Оригінальна назва                       | Режисер(и)                      | Країна виробництва                          |
| --------------------------------------- | --------------------------------------- | ------------------------------- | ------------------------------------------- |
| Бо ми мужики                            | The Men’s Room                          | Петтер Соммер, Ю Вемуд Свендсен | Норвегія                                    |
| Для Сами                                | For Sama                                | Ваад аль-Катеб, Едвард Воттс    | Велика Британія                             |
| Зустрічі з Джимом                       | Meeting Jim                             | Едже Ґер                        | Туреччина Іспанія Велика Британія Німеччина |
| Командирка Аріан                        | Commander Arian                         | Альба Соторра                   | Іспанія Німеччина Сирія                     |
| Літній хокей                            | Off Sides                               | Розаліє Когутова, Томаш Бояр    | Чехія                                       |
| Привіт, штучний інтелекте               | Hi, AI                                  | Ізабелла Віллінґер              | Німеччина                                   |
| Придністров'я                           | Transnistra                             | Анна Еборн                      | Швеція Данія Бельгія                        |
| Співає Івано-Франківськтеплокомуненерго | Співає Івано-Франківськтеплокомуненерго | Надія Парфан                    | Україна                                     |

## Позаконкурсні програми

### Спеціальна подія
| Українська назва         | Оригінальна назва            | Режисер(и)                    | Країна виробництва    | Рік  |
| ------------------------ | ---------------------------- | ----------------------------- | --------------------- | ---- |
| Козаки                   | The Cossacks                 | Джордж В. Гілл, Клеренс Браун | США                   | 1928 |
| Кабінет доктора Калігарі | Das Cabinet des Dr. Caligari | Роберт Віне                   | Веймарська республіка | 1920 |

### Фестиваль фестивалів
| Українська назва        | Оригінальна назва                 | Режисер(и)                              | Країна виробництва        |
| ----------------------- | --------------------------------- | --------------------------------------- | ------------------------- |
| Бакурау                 | Bacurau                           | Клебер Мендонса Фільйо, Жуліано Дорнель | Бразилія Франція          |
| Біль та слава           | Dolor y gloria                    | Педро Альмодовар                        | Іспанія                   |
| Дилда                   | Дылда                             | Кантемір Балагов                        | Росія                     |
| Королівство             | El reino                          | Родріго Сороґоєн                        | Іспанія Франція           |
| Між двома водами        | Entre dos aguas                   | Ісакі Лакуеста                          | Іспанія Німеччина Сирія   |
| Морський диявол         | Kraben rahu                       | Фаттефон Аруньфен                       | Таїланд Франція КНР       |
| Паразити                | 기생충 / Gi-saeng-chung           | Пон Джун Хо                             | Південна Корея            |
| Портрет дівчини у вогні | Portrait de la jeune fille en feu | Селін Ск'ямма                           | Франція                   |
| Рей та Ліз              | Ray & Liz                         | Річард Біллінґем                        | Велика Британія           |
| Синоніми                | Synonymes                         | Надав Лапід                             | Франція Ізраїль Німеччина |

### Гала-прем'єри
| Українська назва       | Оригінальна назва     | Режисер(и)                      | Країна виробництва              |
| ---------------------- | --------------------- | ------------------------------- | ------------------------------- |
| Вайнштейн              | Untouchable           | Урсула Макфарлен                | Велика Британія                 |
| Вас не було на місці   | Sorry We Missed You   | Кен Лоуч                        | Велика Британія Франція Бельгія |
| Золота рукавичка       | Der goldene Handschuh | Фатіх Акін                      | Німеччина Франція               |
| Маленька червона сукня | In Fabric             | Пітер Стрікленд                 | Велика Британія                 |
| Мертві не помирають    | The Dead Don’t Die    | Джим Джармуш                    | США                             |
| Оленяча шкіра          | Le daim               | Кантен Дюпйо                    | Франція                         |
| Робота без авторства   | Werk ohne Autor       | Флоріан Генкель фон Доннерсмарк | Німеччина                       |

## Нагороди
Нагороди були розподілені наступним чином:

### Офіційні нагороди
Гран-прі «Золотий Дюк»
- «А потім ми танцювали» (реж. Леван Акін) /  Грузія
- «Додому» (реж. Наріман Алієв) /  Україна

Міжнародний конкурс
- Найкращий фільм — «А потім ми танцювали» (реж. Леван Акін)  Грузія
- Найкращий режисер — Алехандро Ландес за «Монос» /  Колумбія,  Аргентина,  Нідерланди,  Німеччина,  Данія,  Швеція
- Найкраща акторська робота — Леван Гелбахіані за роль у фільмі «А потім ми танцювали»

Національний конкурс
- Приз глядацьких симпатій Національної конкурсної програми —  «Мої думки тихі» (реж. Антоніо Лукіча)
- Найкращий український повнометражний фільм — «Тато — мамин брат» (реж. Вадим Ільков)
- Найкращий український короткометражний фільм — «Секрет, Дівчинка та Хлопчик» (реж. Оксана Казьміна)
- Найкращий український режисер — Вадим Ільков за стрічку «Тато — мамин брат».
- Найкраща акторська робота в національному конкурсі — Ірма Вітовська (за роль у фільмі «Мої думки тихі»)
- Спеціальна відзнака журі:
  - Андрій Лідаговський за роль у фільмі «Мої думки тихі»

Європейський документальний конкурс
- Найкращий фільм — «Бо ми мужики» (реж. Петтер Соммер та Ю Вемуд Свендсен) /  Норвегія
- Спеціальний диплом — «Для Сами» (реж. Ваад аль-Катеб та Едварда Воттс) /  Велика Британія

«Золотий дюк» за внесок у кіномистецтво
- Майк Лі, режисер,  Велика Британія
- Катрін Денев, акторка,  Франція
- Спеціальна статуетка «Золотий дюк» як «почесному другу та символу фестивалю» — Михайло Жванецький
- Почесною нагородою статуеткою «Золотий Дюк» було відзначено Одеську кіностудію, якій виповнюється 100 років (приз отримав Голова Ради старійшин Одеської кіностудії, кінорежисер Генадій Тарасуль)

### Незалежні нагороди
Приз ФІПРЕССІ
- Найкращий український повнометражний фільм — «Мої думки тихі» (реж. Антоніо Лукіч)
- Найкращий український короткометражний фільм — «У нашій синагозі» (реж. Іван Орленко)